# Schloss St. Georgen am Sandhof

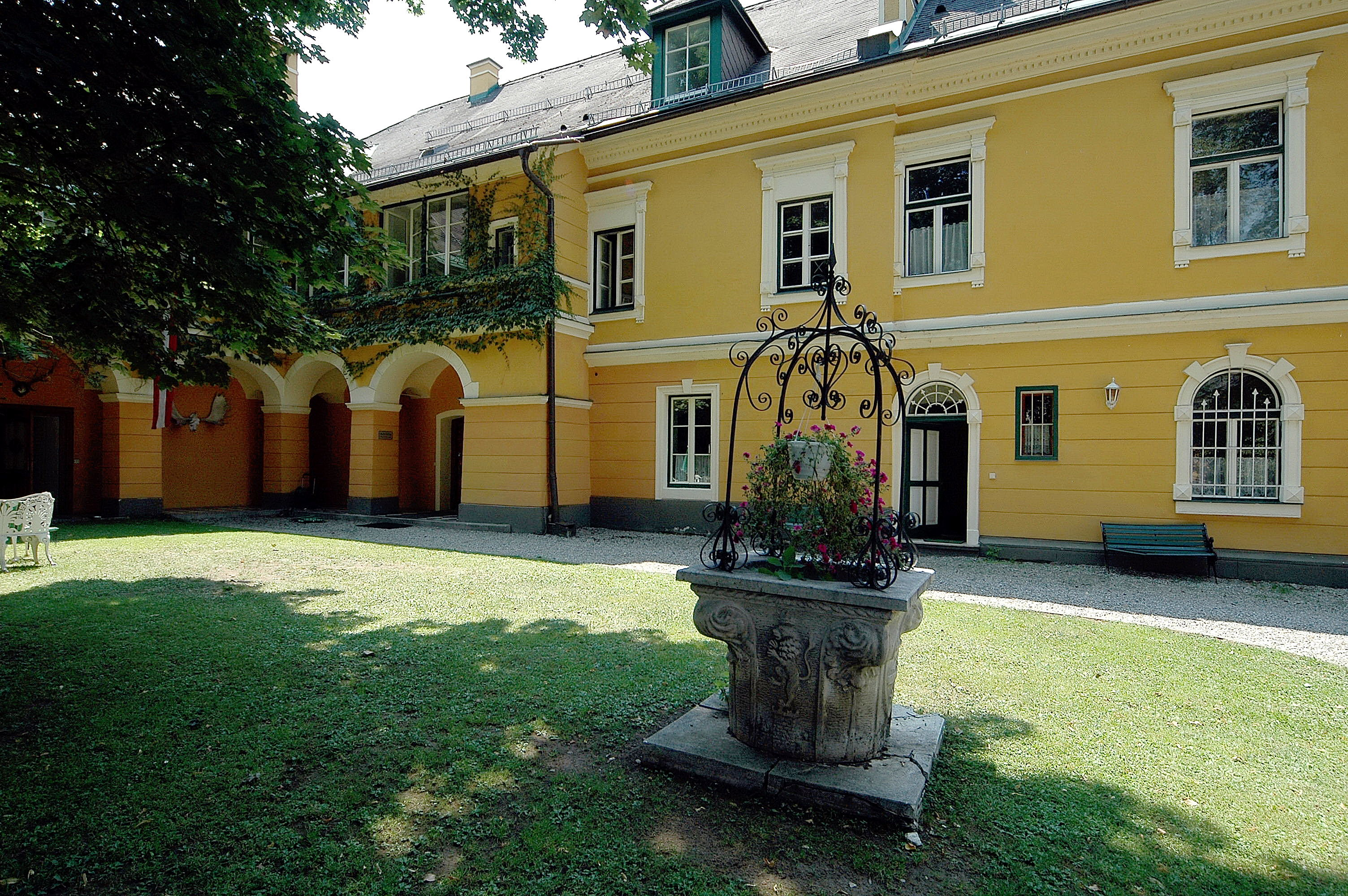
Schloss St. Georgen am Sandhof

Das Schloss St. Georgen am Sandhof ist ein um das Jahr 1584 errichtetes Schloss nahe der gleichnamigen Kirche in der Ortschaft Sankt Georgen am Sandhof. Es wird heute als Hotel genutzt.

## Bau- und Besitzergeschichte

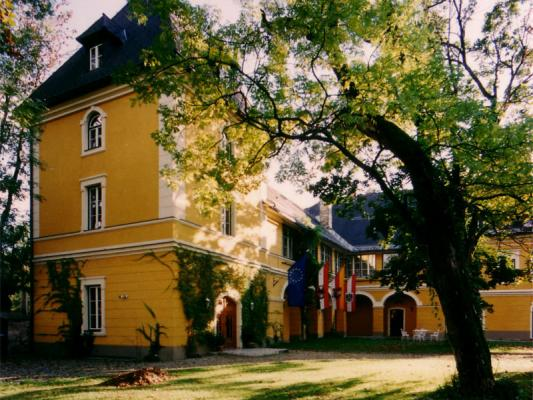
Frontansicht mit Turm

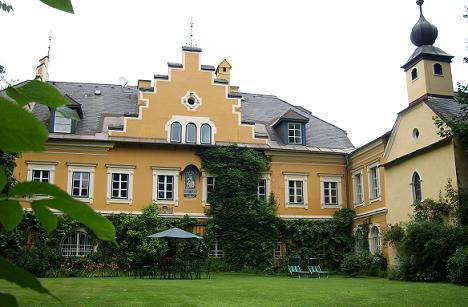
Schloss St. Georgen, rechts die Schlosskapelle Hl. Elisabeth

Das Schloss wurde an der Stelle des hochmittelalterlichen, im Jahr 1216 erstmals urkundlich als „St. Georgen undern Zolperg“ (d. h. „unter dem Maria Saaler Berg“) erwähnten, später auch „Haus am Sand“ genannten Hofes errichtet, von dem keine bauliche Substanz mehr vorhanden ist. Der Name „Sandhof“ ist für das Jahr 1574 urkundlich belegt, zu einem Zeitpunkt, als ein Hans von Haus (oder Hausser) den Besitz von seinen Eltern Christof von Haus und Margarete Lanzinger erbte. Dieser Hans von Haus, von dem rechts neben dem Portal der Schlosskapelle ein Wappenstein aus dem Jahr 1584 kündet, gilt als Erbauer des Schlosses. Seine Witwe verkaufte im Jahr 1599 das Anwesen, das in den darauf folgenden Jahrzehnten mehrmals den Besitzer wechselte. Im Jahr 1630 erwarb schließlich Gottfried von Schrattenbach, Komtur des Deutschen Ordens zu Friesach, das Anwesen, und gründete im Jahr 1635 die Kommende St. Georgen. Sein Nachfolger, Komtur Georg Andrae von Staudach, ließ im Jahr 1652 die südlich des Gebäudes liegende Schlosskapelle erneuern, sie diente als Begräbnisstätte. St. Georgen war noch bis ins 20. Jahrhundert hinein im Besitz des Ordens bzw. einzelner Ordensritter.
Im Jahr 1856 kaufte Franz Thaddäus Ritter von Reyer St. Georgen am Sandhof und ließ es bis Ende des 19. Jahrhunderts umbauen. Die Außenfassaden wurden im Stil des Späthistorismus neu gestaltet, die Westseite wurde durch einen zweiachsigen Zubau verlängert und ein weiterer Trakt verband das Schloss mit der zuvor freistehenden Kapelle.
Im Jahr 1953 erwarb das Land Kärnten das Anwesen und richtete hier ein Institut für angewandte Pflanzensoziologie ein. Nach dessen Schließung 1967 gelangte St. Georgen wieder in Privatbesitz. Die Familie Kuess setzte sowohl das Schloss wieder instand und führte das Anwesen bis ins 2010 als Schlosshotel. Seit dem 15. Mai 2010 leitet der neue Eigentümer Kurt Georg Unzeitig das Hotel und führte verschiedene Renovierungsarbeiten durch.

## Baubeschreibung
Das Schloss St. Georgen am Sandhof liegt innerhalb einer großen Gartenanlage südwestlich der gleichnamigen Kirche. Der zweigeschoßige Bau hat einen winkelförmigen Grundriss. Der älteste Bauteil ist die im 16. Jahrhundert errichtete heutige Südwestecke des Gebäudes, alle anderen Teile wurden im 17. und 19. Jahrhundert zugebaut. Die Fassade ist achtachsig, in ihrer südwestlichen Ecke ist eine offene Arkadenloggia angebaut. An der Südwand ist ein überdachtes Majolika-Madonnenrelief angebracht. Den südlichen Abschluss des Gebäudes bildet die barocke Kapelle Hl. Elisabeth mit hölzernem Dachreiter und Zwiebelhelm.